# Raggi anticrepuscolari

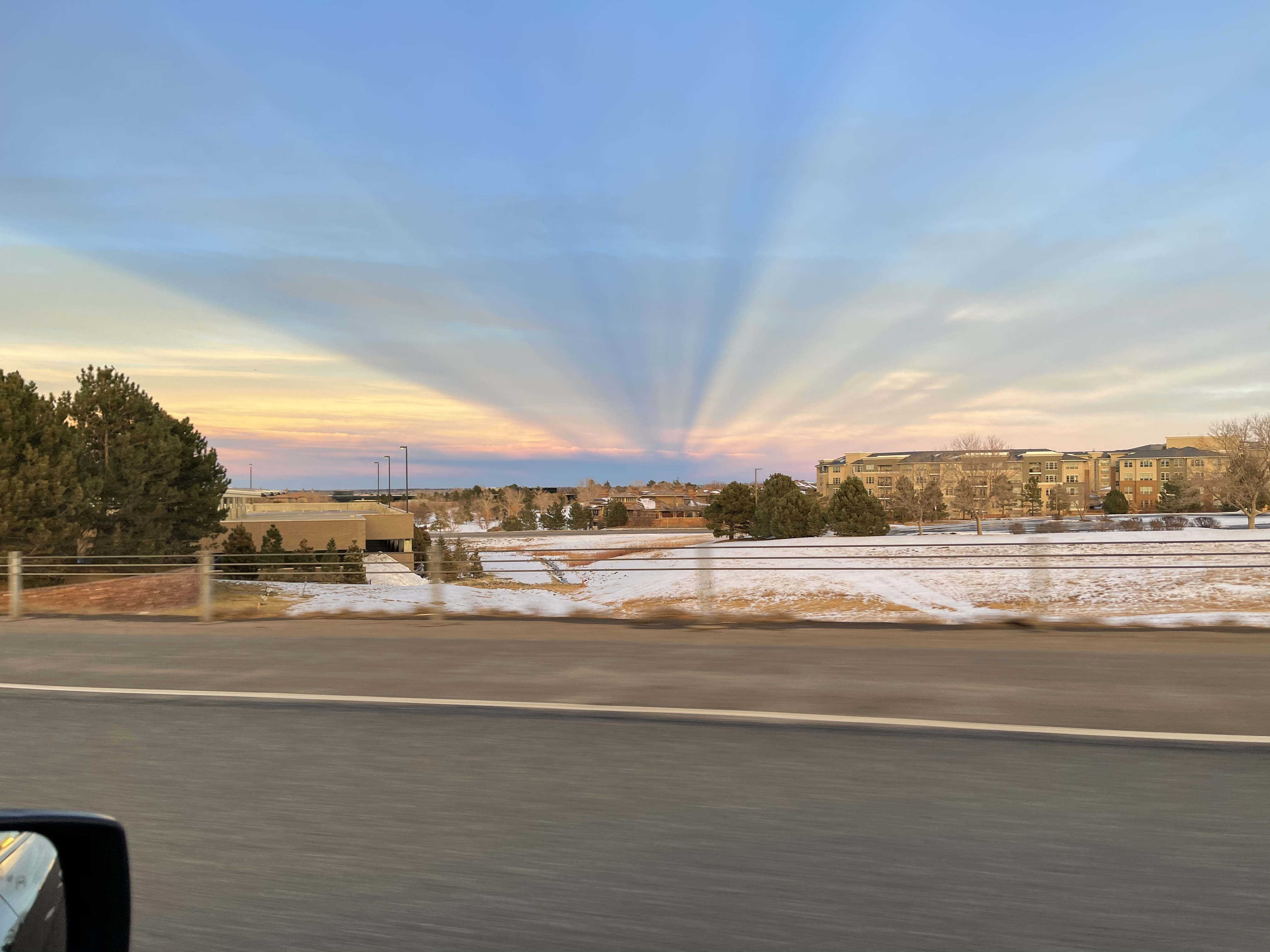
Raggi anticrepuscolari verso l'orizzonte orientale, visti dal Colorado al tramonto

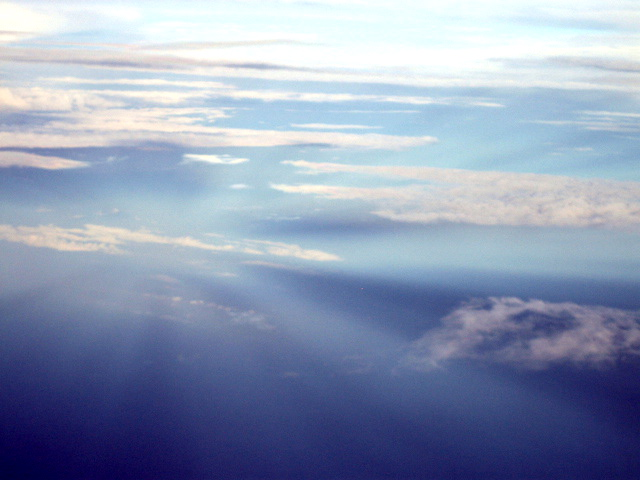
Questi raggi anticrepuscolari sembrano convergere nel punto antisolare, come si vede da un aereo che sorvola l'oceano nuvoloso.

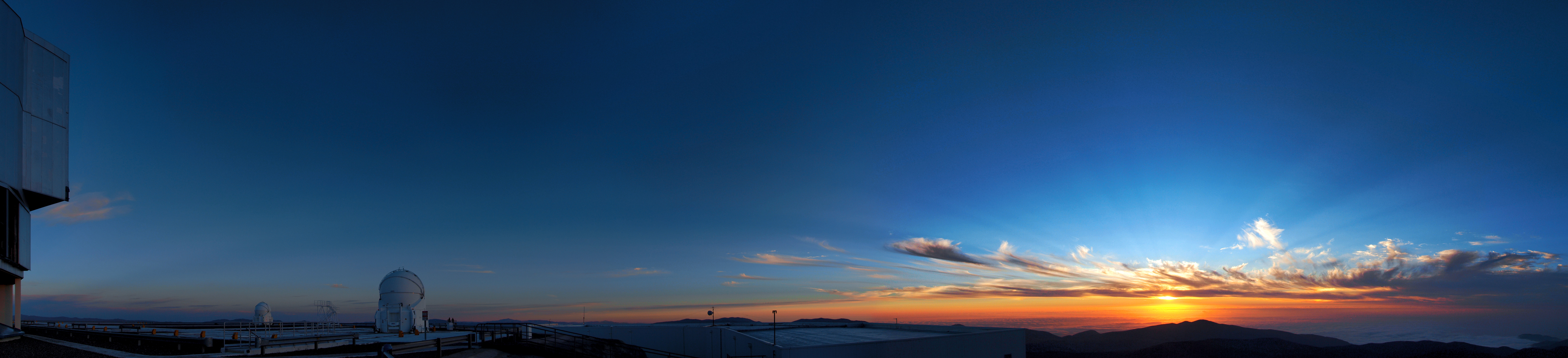
Immagine panoramica che mostra sia i raggi crepuscolari che quelli antisolari

I raggi anticrepuscolari, o raggi antisolari, sono fenomeni ottici meteorologici simili ai raggi crepuscolari, ma che appaiono in direzione opposta al Sole nel cielo. I raggi anticrepuscolari si presentano generalmente paralleli, ma sembrano convergere verso il punto antisolare, il punto di fuga, a causa di un'illusione visiva dalla prospettiva lineare.
I raggi anticrepuscolari sono visibili più frequentemente all'alba o al tramonto. Ciò avviene perché la diffusione della luce atmosferica che li rende visibili (retrodiffusione) è maggiore per gli angoli bassi rispetto all'orizzonte rispetto alla maggior parte delle altre angolazioni. I raggi anticrepuscolari sono più deboli dei raggi crepuscolari perché la retrodiffusione è minore della diffusione in avanti.
I raggi anticrepuscolari possono essere continui con i raggi crepuscolari, curvandosi attraverso l'intero cielo come dei grandi cerchi. 

## Ombra di montagna
Un esempio comune di singolo raggio anticrepuscolare è fornito dall'ombra di una montagna al tramonto, vista dalla cima. Sembra essere triangolare, qualunque sia la forma della montagna, con l'apice nel punto antisolare. 

## Raggi a ruote di carro

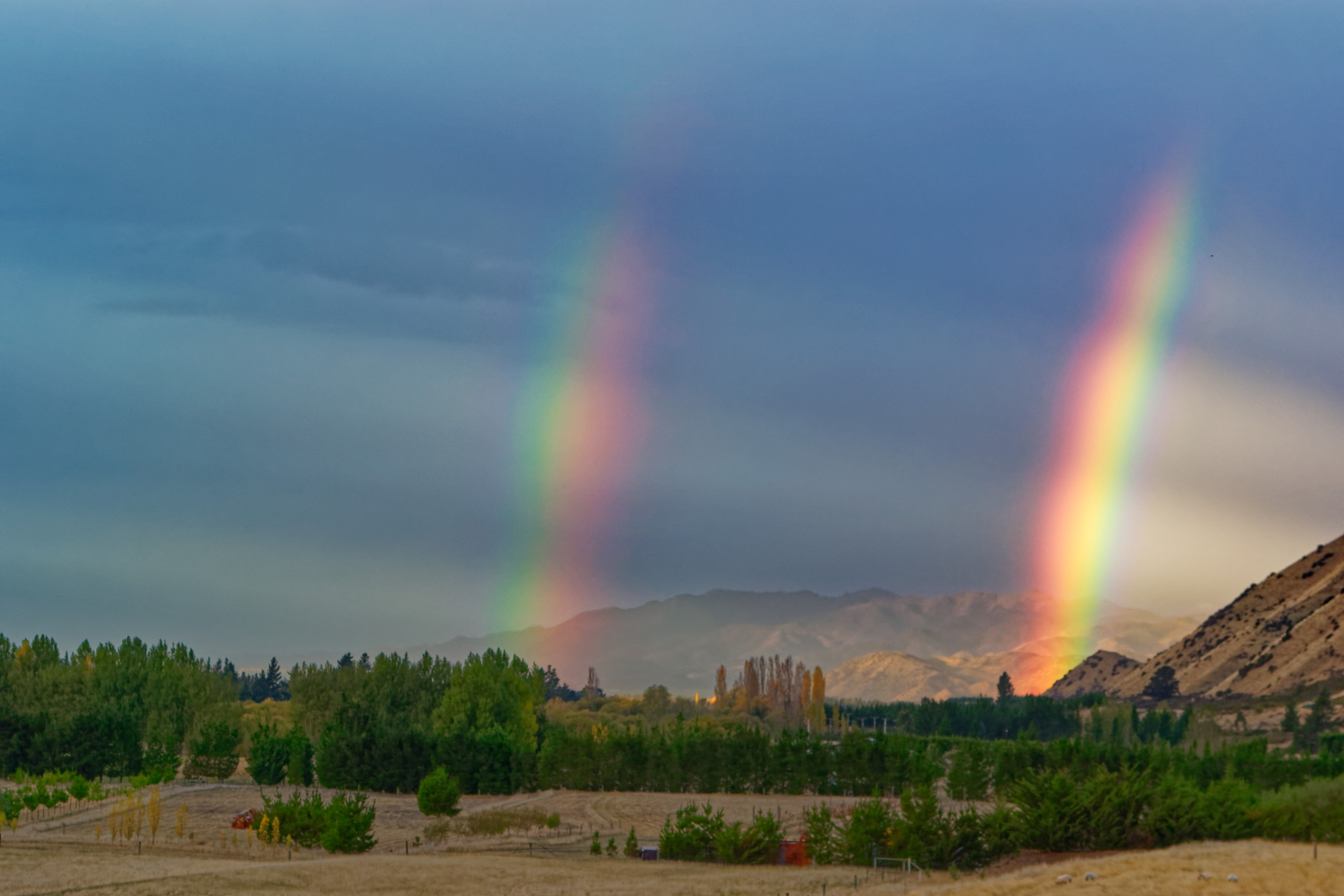
Un doppio arcobaleno a "raggi a ruota di carro" con raggi anticrepuscolari, Hurunui, Nuova Zelanda

Talvolta i raggi anticrepuscolari vengono visti racchiusi in un arcobaleno. In questo caso possono essere chiamati raggi a ruota di carro.